# Simone Mocellini
Simone Mocellini (5 maggio 1998) è un fondista italiano.

## Biografia
Originario di Tezze di Grigno, ha esordito ai Campionati mondiali a Oberstdorf 2021 classificandosi 50º nella sprint; in Coppa del Mondo ha debuttato il 3 dicembre dello stesso anno a Lillehammer in una sprint (34º) e ha ottenuto il primo podio il 9 dicembre 2022 a Beitostølen nella medesima specialità (2º). Ai Mondiali di Planica 2023 si è piazzato 16º nella sprint; non ha preso parte a rassegne olimpiche.

## Palmarès

### Coppa del Mondo
- Miglior piazzamento in classifica generale: 56º nel 2023
- 1 podio (individuale):
  - 1 secondo posto

#### Coppa del Mondo - competizioni intermedie
- 1 podio di tappa:
  - 1 terzo posto